# Bahnhof Langenthal

Der Bahnhof Langenthal ist der grösste Bahnhof der Schweizer Stadt Langenthal. Er befindet sich in Eigentum der Schweizerischen Bundesbahnen (SBB) und wird von Zügen der SBB, der BLS und der Aare Seeland mobil im Fern- und Regionalverkehr bedient.

## Geschichte

Bahnhof Langenthal (1962)

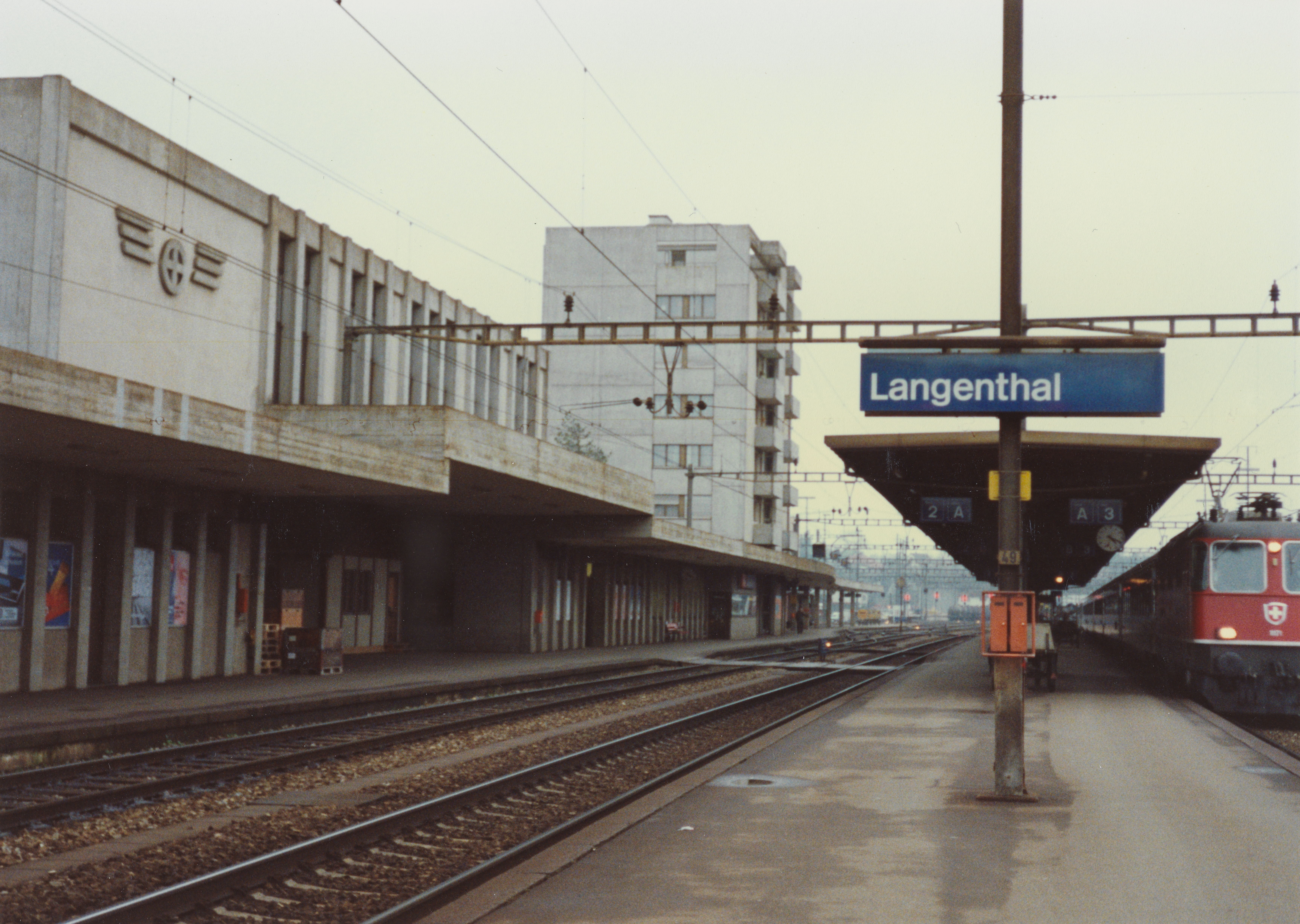
Zwischenperron und Stationsgebäude mit Reisezug (undatiert)

Eröffnet wurde der Bahnhof Langenthal 1857, als die Schweizerische Centralbahn ihre Strecke von Olten nach Herzogenbuchsee in Betrieb nahm. Seither war der Bahnhof Langenthal Teil der Ost-West-Achse. Zuvor bestanden mehrere nicht verwirklichte Projekte, wie eine Langenthal-Wauwil-Bahn mit Anschluss an die Bahnstrecke Olten–Luzern oder einer Jura-Gotthard-Bahn von Delle via Délemont, Balsthal, Langenthal, Huttwil und Willisau nach Luzern.
1892 folgte mit der Langenthal-Huttwil-Bahn (LHB) eine zweite Bahnstrecke, ehe 1907 und 1917 die Schmalspurstrecken nach Oensingen Schulhaus und Melchnau eröffnet wurden. Der Bahnhof Langenthal entwickelte sich zu einem Eisenbahnknoten und rund um den Bahnhof siedelten sich Industriebetriebe an, beispielsweise die Maschinenfabrik Ammann. Durch die Verstaatlichung der SCB 1902 gelangte der Bahnhof in Besitz der SBB. Die LHB ihrerseits ist durch verschiedene Fusionen – 1944 zu den VHB, 1997 zur RM und 2006 zur BLS AG – Bestandteil der zweitgrössten Privatbahn der Schweiz. Die Schmalspurbahnen nach Oensingen und St. Urban Ziegelei sind heute Teil der Aare Seeland mobil.
Mit der Eröffnung der Neubaustrecke Mattstetten–Rothrist per Fahrplanwechsel 2004 verläuft der schnelle Fernverkehr zwischen Zürich bzw. Basel und Bern neu am Stadtrand Langenthals vorbei, dennoch verblieben Fernverkehrsverbindungen auf der Altstrecke, die auch in Langenthal halten. Seit demselben Jahr ist Langenthal der nordwestliche Endpunkt der S-Bahn Luzern, einem Netz, das sich von Langenthal bis Brunnen, von Olten bis Giswil bzw. Dallenwil und von Lenzburg bis Langnau im Emmental erstreckt.
2013 wurden die Perronkanten der Gleise 1, 12 und 13 erhöht und bis 2016 wurden Erneuerungen am Stellwerk vorgenommen. Rund um den Bahnhof sind in den nächsten Jahren städtebauliche Massnahmen geplant.
Am Freitag, 8. März 2019 eröffnete die SBB den umgebauten Bahnhof in Langenthal. Den Reisenden stehen neu ein modernes SBB-Reisezentrum, eine Avec-Filiale, ein Caffè Spettacolo, eine Velostation und ein neuer Durchgang von der Bushaltestelle zum Perron zur Verfügung.
Am 3. Januar 2023 haben die Bauarbeiten für eine neue Fussgänger- und Velounterführung begonnen. Sie wird den bestehenden südlichen mit einem neuen nördlichen Bahnhofplatz verbinden. Ebenfalls erneuert werden die Zugänge zu den Gleisen 2 und 3, wo die Perrons zudem erhöht werden, um barrierefreies Zusteigen in die Bahn zu ermöglichen.

## Anlage
Der Bahnhof besteht aus drei Teilen: Dem zweigleisigen schmalspurigen Kopfbahnhof der Aare Seeland Mobil, von dem aus Züge nach St. Urban Ziegelei und Oensingen–Solothurn verkehren, dem SBB-Bahnhofsteil für durchgehende Züge der Bahnstrecke Olten–Bern und den zwei Kopfgleisen für den Verkehr Richtung Huttwil–Luzern der BLS. Die Gleise 1 und 12 teilen sich dabei einen gemeinsamen Seitenbahnsteig, wobei das Gleis 12 in der Bahnhofsmitte aus dem Gleis 1 abzweigt. Ab Gleis 1 (12) verkehren die S-Bahnzüge Richtung Brugg und Baden, während die Gleise 13 und 14 von BLS-Zügen in Richtung Huttwil bedient werden.
An den Bahnhof angeschlossen ist zudem noch ein Güterbahnhof mit zwei Ein- und Ausfahrgleisen sowie einem Ablaufberg.

## Verkehr

### Fernverkehr
- 35 Bern – Burgdorf – Olten – Zürich HB – Chur  FS  (Aare Linth)
- 17 Bern – Burgdorf – Olten

### Regionalverkehr
Der Bahnhof ist Teil der S-Bahnnetze der Kantone Aargau und Luzern, jedoch nicht des Standortkantons Bern.
- S 23 Langenthal – Olten – Aarau – Lenzburg – Brugg – Baden  (stündlich bis Baden, Mo–Fr halbstündlich bis Olten; SBB)
- S 6 Langenthal–Huttwil–Willisau–Wolhusen–Luzern (stündlich, zwischen Wolhusen und Luzern mit Zugteil von/nach Langnau; BLS)
- S 7 (Langenthal–Huttwil–) Willisau–Wolhusen (Mo–Fr, teilweise auch Sa, So, nur in Spitzenzeiten von/nach Langenthal; BLS)
- S 11 Langenthal–Aarwangen–Niederbipp–Oensingen–Wiedlisbach–Solothurn (halbstündlich, So stündlich; asm)
- S 12 Langenthal–St. Urban–St. Urban Ziegelei (zweimal pro Stunde bis St. Urban, stündlich bis St. Urban Ziegelei; asm)

## Weitere Bahnstationen in Langenthal
Der Bahnhof Langenthal ist die grösste Bahnstation der Stadt, es existieren noch drei weitere Bahnhöfe und Haltestellen auf Gemeindegebiet:
- Langenthal Süd an der Bahnstrecke Langenthal–Huttwil, bedient von der S6 und der S7 der BLS
- Langenthal Industrie Nord an der Bahnstrecke Langenthal–Melchnau, bedient von den Regio Langenthal–St. Urban (–St. Urban Ziegelei) der asm
- Langenthal Gaswerk an der Bahnstrecke Langenthal–Melchnau, bedient von den Regio Langenthal–St. Urban (–St. Urban Ziegelei) und Langenthal–Oensingen–Solothurn der asm